# Gnophos euryta
Gnophos euryta là một loài bướm đêm trong họ Geometridae.